# Kontinental Hockey League 2016-2017
La stagione 2016-2017 è la 9ª edizione della Kontinental Hockey League. La stagione regolare ha preso il via il 22 agosto 2016 con la Kubok Otkrytija. La lega aggiunse una nuova formazione, sbarcando per la prima volta in Cina grazie alla creazione del Kunlun Red Star. Rispetto alla stagione precedente il calendario della stagione regolare rimane invariato, con un numero totale di gare fissato a 60. Il KHL All-Star Game ha avuto luogo il 22 gennaio 2017 presso la Ufa-Arena di Ufa.

## Squadre partecipanti
- Admiral
- Ak Bars Kazan’
- Amur Chabarovsk
- Avangard Omsk
- Avtomobilist
- Barys Astana
- CSKA Mosca
- Dinamo Minsk
- Dinamo Mosca
- Dinamo Riga
- Jokerit
- Jugra C.-M.
- Kunlun R. Star
- Lada Togliatti
- Lok. Jaroslavl’

- Magnitogorsk
- Medveščak
- Metallurg Novok.
- Neftechimik
- Salavat Julaev
- Severstal’
- Sibir’ Novosibirsk
- SKA Pietroburgo
- Slovan Bratislava
- Soči
- Spartak Mosca
- Torpedo N. Novg.
- Traktor Čeljabinsk
- Vitjaz’ Podol’sk

## Pre-season

### Junior Draft
Il KHL Junior Draft 2016 fu l'ottavo draft organizzato dalla Kontinental Hockey League, e si tenne il 23 maggio 2016 presso il Renaissance Monarch Hotel di Mosca. Furono selezionati in totale 147 giocatori, e la prima scelta fu l'attaccante russo Venjamin Baranov, selezionato dall'Admiral Vladivostok.

### Modifiche
Così come la stagione precedente l'inizio del campionato venne anticipato al mese di agosto per consentire maggiori pause internazionali alla nazionale russa in vista dei campionati mondiali, tuttavia non venne prevista una pausa in concomitanza della World Cup of Hockey 2016 nel mese di settembre.
Per quanto riguarda le formazioni iscritte alla stagione 2016-2017 la KHL annunciò ufficialmente lo sbarco in Cina con la creazione del Kunlun Red Star, formazione che disputa i propri match casalinghi nella capitale Pechino. La ventinovesima squadra venne inserita nella Eastern Conference nella Divizion Černyšëva.

## Stagione regolare

### Kubok Otkrytija
La stagione regolare prese il via il 22 agosto 2016 con la nona edizione della Kubok Otkrytija, competizione disputata dai detentori della Coppa Gagarin e della Coppa Kontinental. Si contesero il titolo il Metallurg Magnitogorsk, squadra campione in carica, e il CSKA Mosca, detentore della Coppa Kontinental nonché squadra finalista dell'ultima stagione. La sfida fu vinta dal Metallurg per 3-2.
| Magnitogorsk 22 agosto 2016, ore 19:00 UTC+4 | Metallurg Magnitogorsk | 3 – 2 (2-1; 1-1; 0-0) referto | CSKA Mosca | Arena-Metallurg (7.250 spett.) |

### Classifiche
= Qualificata per i playoff,       = Vincitore della Conference,       = Vincitore della Kubok Kontinenta, ( ) = Posizione nella Conference

#### Western Conference
Divizion Bobrova
|    |                        | PG | V  | VOT | SOT | S  | GF  | GS  | PT  |
| -- | ---------------------- | -- | -- | --- | --- | -- | --- | --- | --- |
| 1. | SKA Pietroburgo (2)    | 60 | 39 | 7   | 6   | 8  | 249 | 114 | 137 |
| 2. | Dinamo Minsk (5)       | 60 | 27 | 10  | 4   | 19 | 171 | 150 | 105 |
| 3. | Jokerit (8)            | 60 | 23 | 6   | 12  | 19 | 149 | 165 | 93  |
| 4. | Slovan Bratislava (10) | 60 | 22 | 7   | 5   | 26 | 144 | 166 | 85  |
| 5. | Medveščak (12)         | 60 | 19 | 4   | 4   | 33 | 138 | 186 | 69  |
| 6. | Spartak Mosca (13)     | 60 | 18 | 3   | 6   | 33 | 125 | 168 | 66  |
| 7. | Dinamo Riga (14)       | 60 | 11 | 10  | 5   | 34 | 116 | 158 | 58  |

Divizion Tarasova
|    |                      | PG | V  | VOT | SOT | S  | GF  | GS  | PT  |
| -- | -------------------- | -- | -- | --- | --- | -- | --- | --- | --- |
| 1. | CSKA Mosca (1)       | 60 | 41 | 3   | 8   | 8  | 183 | 110 | 137 |
| 2. | Dinamo Mosca (3)     | 60 | 29 | 10  | 5   | 16 | 164 | 111 | 112 |
| 3. | Lok. Jaroslavl’ (4)  | 60 | 32 | 4   | 6   | 18 | 163 | 130 | 110 |
| 4. | Torpedo N. Novg. (6) | 60 | 27 | 8   | 7   | 18 | 145 | 124 | 104 |
| 5. | Vitjaz’ Podol’sk (7) | 60 | 26 | 7   | 5   | 22 | 162 | 158 | 97  |
| 6. | Soči (9)             | 60 | 34 | 7   | 2   | 27 | 139 | 145 | 88  |
| 7. | Severstal’ (11)      | 60 | 18 | 5   | 10  | 27 | 133 | 163 | 74  |

#### Eastern Conference
Divizion Charlamova
|    |                        | PG | V  | VOT | SOT | S  | GF  | GS  | PT  |
| -- | ---------------------- | -- | -- | --- | --- | -- | --- | --- | --- |
| 1. | Magnitogorsk (1)       | 60 | 36 | 5   | 6   | 13 | 197 | 135 | 124 |
| 2. | Ak Bars Kazan’ (3)     | 60 | 29 | 9   | 4   | 18 | 155 | 127 | 109 |
| 3. | Traktor Čeljabinsk (4) | 60 | 27 | 3   | 10  | 20 | 130 | 120 | 97  |
| 4. | Neftechimik (10)       | 60 | 20 | 8   | 4   | 28 | 143 | 155 | 80  |
| 5. | Avtomobilist (11)      | 60 | 19 | 6   | 10  | 25 | 139 | 165 | 79  |
| 6. | Jugra C.-M. (13)       | 60 | 18 | 4   | 4   | 34 | 112 | 148 | 66  |
| 7. | Lada Togliatti (14)    | 60 | 16 | 5   | 7   | 32 | 146 | 180 | 65  |

Divizion Černyšëva
|    |                        | PG | V  | VOT | SOT | S  | GF  | GS  | PT  |
| -- | ---------------------- | -- | -- | --- | --- | -- | --- | --- | --- |
| 1. | Avangard Omsk (2)      | 60 | 30 | 8   | 3   | 19 | 156 | 127 | 109 |
| 2. | Barys Astana (5)       | 60 | 25 | 6   | 3   | 26 | 151 | 167 | 90  |
| 3. | Salavat Julaev (6)     | 60 | 21 | 6   | 13  | 20 | 169 | 174 | 88  |
| 4. | Admiral (7)            | 60 | 24 | 3   | 8   | 25 | 147 | 153 | 86  |
| 5. | Kunlun R. Star (8)     | 60 | 24 | 4   | 3   | 29 | 139 | 144 | 83  |
| 6. | Sibir’ Novosibirsk (9) | 60 | 20 | 8   | 7   | 25 | 133 | 138 | 83  |
| 7. | Amur Chabarovsk (12)   | 60 | 20 | 5   | 6   | 29 | 110 | 130 | 76  |
| 8. | Metallurg Novok. (15)  | 60 | 8  | 6   | 4   | 42 | 97  | 194 | 40  |

### Statistiche

#### Classifica marcatori
La seguente lista elenca i migliori marcatori al termine della stagione regolare.

| Giocatore        | Squadra         | PG | G  | A  | Pt | +/- | MP |
| ---------------- | --------------- | -- | -- | -- | -- | --- | -- |
| Sergej Mozjakin  | Magnitogorsk    | 60 | 48 | 37 | 85 | +10 | 4  |
| Il'ja Koval'čuk  | SKA Pietroburgo | 60 | 32 | 46 | 78 | +28 | 47 |
| Vadim Shipachyov | SKA Pietroburgo | 50 | 26 | 50 | 76 | +33 | 22 |
| Nikita Gusev     | SKA Pietroburgo | 57 | 24 | 47 | 71 | +33 | 8  |
| Evgenii Dadonov  | SKA Pietroburgo | 53 | 30 | 36 | 66 | +33 | 39 |
| Chris Lee        | Magnitogorsk    | 60 | 14 | 51 | 65 | +14 | 46 |
| Nigel Dawes      | Barys Astana    | 59 | 36 | 27 | 63 | +2  | 31 |
| Jan Kovář        | Magnitogorsk    | 59 | 23 | 40 | 63 | +6  | 2  |
| Brandon Kozun    | Lok. Jaroslavl’ | 59 | 23 | 33 | 56 | +16 | 55 |
| Linus Omark      | Salavat Julaev  | 55 | 14 | 42 | 56 | -6  | 38 |

#### Classifica portieri
La seguente lista elenca i migliori portieri al termine della stagione regolare.
| Giocatore            | Squadra            | PG | Min     | V  | S | OTS | GS | SO | Sv%  | MGS  |
| -------------------- | ------------------ | -- | ------- | -- | - | --- | -- | -- | ---- | ---- |
| Alexander Yeryomenko | Dinamo Mosca       | 37 | 2092:48 | 24 | 4 | 5   | 45 | 9  | .950 | 1.29 |
| Pavel Francouz       | Traktor Čeljabinsk | 30 | 1718:50 | 14 | 9 | 3   | 41 | 5  | .953 | 1.43 |
| Ilya Sorokin         | CSKA Mosca         | 39 | 2276:14 | 25 | 7 | 6   | 61 | 5  | .929 | 1.61 |
| Igor Shestyorkin     | SKA Pietroburgo    | 39 | 2190:49 | 27 | 4 | 6   | 60 | 8  | .937 | 1.64 |
| Viktor Fasth         | CSKA Mosca         | 21 | 1169:05 | 15 | 2 | 2   | 33 | 4  | .929 | 1.69 |

## Playoff

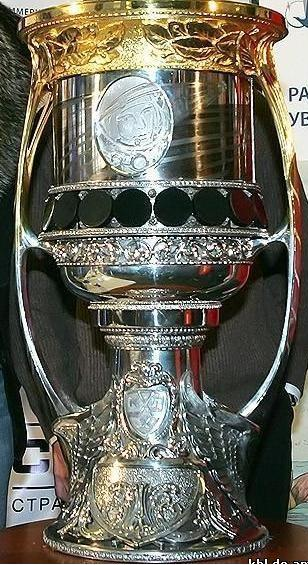
Il trofeo della Kubok Gagarina

Al termine della stagione regolare le migliori 16 squadre del campionato si qualificarono per i playoff. Il CSKA Mosca si aggiudicò la Kubok Kontinenta avendo ottenuto il miglior record della lega con 137 punti. I campioni di ciascuna Divizion conservarono il proprio ranking per l'intera durata dei playoff, mentre le altre squadre furono ricollocate nella graduatoria dopo il primo turno.

### Tabellone playoff
In ciascun turno la squadra con il ranking più alto si sfidò con quella dal posizionamento più basso, usufruendo anche del vantaggio del fattore campo. Nella finale della Coppa Gagarin il fattore campo fu determinato dai punti ottenuti in stagione regolare dalle due squadre. Ciascuna serie, al meglio delle sette gare, seguì il formato 2–2–1–1–1: la squadra migliore in stagione regolare avrebbe disputato in casa Gara-1 e 2, (se necessario anche Gara-5 e 7), mentre quella posizionata peggio avrebbe giocato nel proprio palazzetto Gara-3 e 4 (se necessario anche Gara-6). I playoff iniziarono a partire dal 22 febbraio 2017.
|  | Quarti di finale Conference | Quarti di finale Conference                      | Quarti di finale Conference |   |                | Semifinali Conference | Semifinali Conference | Semifinali Conference |                    |                      | Finali Conference      | Finali Conference  | Finali Conference  |  |  | Finale Coppa Gagarin | Finale Coppa Gagarin | Finale Coppa Gagarin |
|  |                             |                                                  |                             |   |                |                       |                       |                       |                    |                      |                        |                    |                    |  |  |                      |                      |                      |
|  | 1                           | Metallurg Mg                                     | 4                           |   |                | 1                     | Metallurg Mg          | 4                     |                    |                      |                        |                    |                    |  |  |                      |                      |                      |
|  | 8                           | Kunlun Red Star                                  | 1                           |   |                | 5                     | Barys Astana          | 0                     |                    |                      |                        |                    |                    |  |  |                      |                      |                      |
|  |                             |                                                  |                             |   |                |                       |                       |                       |                    |                      |                        |                    |                    |  |  |                      |                      |                      |
|  | 2                           | Avangard Omsk                                    | 4                           |   |                |                       |                       |                       | Eastern Conference | Eastern Conference   | Eastern Conference     | Eastern Conference | Eastern Conference |  |  |                      |                      |                      |
|  | 2                           | Avangard Omsk                                    | 4                           |   |                |                       |                       |                       | Eastern Conference | Eastern Conference   | Eastern Conference     | Eastern Conference | Eastern Conference |  |  |                      |                      |                      |
|  | 7                           | Admiral Vladivostock                             | 2                           |   |                |                       |                       |                       |                    |                      |                        |                    |                    |  |  |                      |                      |                      |
|  | 7                           | Admiral Vladivostock                             | 2                           |   |                |                       |                       |                       |                    | 1                    | Metallurg Mg           | 4                  |                    |  |  |                      |                      |                      |
|  |                             |                                                  |                             |   |                |                       |                       |                       |                    | 1                    | Metallurg Mg           | 4                  |                    |  |  |                      |                      |                      |
|  |                             | 3                                                | Ak Bars Kazan’              | 0 |                |                       |                       |                       |                    |                      |                        |                    |                    |  |  |                      |                      |                      |
|  | 3                           | 3                                                | Ak Bars Kazan’              | 0 | Ak Bars Kazan’ | 4                     |                       |                       |                    |                      |                        |                    |                    |  |  |                      |                      |                      |
|  | 3                           |                                                  |                             |   | Ak Bars Kazan’ | 4                     |                       |                       |                    |                      |                        |                    |                    |  |  |                      |                      |                      |
|  | 6                           | Salavat Julaev                                   | 2                           |   |                |                       |                       |                       |                    |                      |                        |                    |                    |  |  |                      |                      |                      |
|  | 6                           | Salavat Julaev                                   | 2                           |   |                |                       |                       |                       |                    |                      |                        |                    |                    |  |  |                      |                      |                      |
|  |                             |                                                  |                             |   |                |                       |                       |                       |                    |                      |                        |                    |                    |  |  |                      |                      |                      |
|  |                             |                                                  |                             |   |                |                       |                       |                       |                    |                      |                        |                    |                    |  |  |                      |                      |                      |
|  | 4                           | Traktor Čeljabinsk                               | 2                           |   | 2              | Avangard Omsk         | 2                     |                       |                    |                      |                        |                    |                    |  |  |                      |                      |                      |
|  | 4                           | Traktor Čeljabinsk                               | 2                           |   | 2              | Avangard Omsk         | 2                     |                       |                    |                      |                        |                    |                    |  |  |                      |                      |                      |
|  | 5                           | Barys Astana                                     | 4                           |   |                | 3                     | Ak Bars Kazan’        | 4                     |                    |                      |                        |                    |                    |  |  |                      |                      |                      |
|  | 5                           | Barys Astana                                     | 4                           |   |                |                       |                       |                       |                    | E1                   | Metallurg Magnitogorsk | 1                  |                    |  |  |                      |                      |                      |
|  |                             | (Accoppiamenti ristabiliti dopo il primo turno.) |                             |   |                |                       |                       |                       |                    | E1                   | Metallurg Magnitogorsk | 1                  |                    |  |  |                      |                      |                      |
|  |                             | W2                                               | SKA S. Pietroburgo          | 4 |                |                       |                       |                       |                    |                      |                        |                    |                    |  |  |                      |                      |                      |
|  | 1                           | W2                                               | SKA S. Pietroburgo          | 4 | CSKA Mosca     | 4                     |                       |                       | 1                  | CSKA Mosca           | 2                      |                    |                    |  |  |                      |                      |                      |
|  | 1                           |                                                  |                             |   | CSKA Mosca     | 4                     |                       |                       | 1                  | CSKA Mosca           | 2                      |                    |                    |  |  |                      |                      |                      |
|  | 8                           | Jokerit                                          | 0                           |   |                | 4                     | Lokomotiv Jaroslavl’  | 4                     |                    |                      |                        |                    |                    |  |  |                      |                      |                      |
|  | 8                           | Jokerit                                          | 0                           |   |                | 4                     | Lokomotiv Jaroslavl’  | 4                     |                    |                      |                        |                    |                    |  |  |                      |                      |                      |
|  |                             |                                                  |                             |   |                |                       |                       |                       |                    |                      |                        |                    |                    |  |  |                      |                      |                      |
|  | 2                           | SKA S. Pietroburgo                               | 4                           |   |                |                       |                       |                       |                    |                      |                        |                    |                    |  |  |                      |                      |                      |
|  | 2                           | SKA S. Pietroburgo                               | 4                           |   |                |                       |                       |                       |                    |                      |                        |                    |                    |  |  |                      |                      |                      |
|  | 7                           | Vitjaz’ Podol’sk                                 | 0                           |   |                |                       |                       |                       |                    |                      |                        |                    |                    |  |  |                      |                      |                      |
|  | 7                           | Vitjaz’ Podol’sk                                 | 0                           |   |                |                       |                       |                       | 4                  | Lokomotiv Jaroslavl’ | 0                      |                    |                    |  |  |                      |                      |                      |
|  |                             |                                                  |                             |   |                |                       |                       |                       | 4                  | Lokomotiv Jaroslavl’ | 0                      |                    |                    |  |  |                      |                      |                      |
|  |                             | 2                                                | SKA S. Pietroburgo          | 4 |                |                       |                       |                       |                    |                      |                        |                    |                    |  |  |                      |                      |                      |
|  | 3                           | 2                                                | SKA S. Pietroburgo          | 4 | Dinamo Mosca   | 4                     |                       |                       |                    |                      |                        |                    |                    |  |  |                      |                      |                      |
|  | 3                           |                                                  |                             |   | Dinamo Mosca   | 4                     |                       |                       |                    |                      |                        |                    |                    |  |  |                      |                      |                      |
|  | 6                           | Torpedo N. Novgorod                              | 1                           |   |                |                       |                       |                       |                    |                      | Western Conference     | Western Conference | Western Conference |  |  |                      |                      |                      |
|  | 6                           | Torpedo N. Novgorod                              | 1                           |   |                |                       |                       |                       |                    |                      | Western Conference     | Western Conference | Western Conference |  |  |                      |                      |                      |
|  |                             |                                                  |                             |   |                |                       |                       |                       |                    |                      |                        |                    |                    |  |  |                      |                      |                      |
|  | 4                           | Lokomotiv Jaroslavl’                             | 4                           |   | 2              | SKA S. Pietroburgo    | 4                     |                       |                    |                      |                        |                    |                    |  |  |                      |                      |                      |
|  | 4                           | Lokomotiv Jaroslavl’                             | 4                           |   | 2              | SKA S. Pietroburgo    | 4                     |                       |                    |                      |                        |                    |                    |  |  |                      |                      |                      |
|  | 5                           | Dinamo Minsk                                     | 1                           |   |                | 3                     | Dinamo Mosca          | 1                     |                    |                      |                        |                    |                    |  |  |                      |                      |                      |

### Coppa Gagarin
La finale della Coppa Gagarin 2017 è stata una serie al meglio delle sette gare che ha determinato il campione della Kontinental Hockey League per la stagione 2016-17. A contendersi il titolo della Kubok Gagarina vi sono stati lo SKA San Pietroburgo, vincitore della Western Conference, mentre nella Eastern Conference si qualificò il Metallurg Magnitogorsk.

#### Serie
| Magnitogorsk 8 aprile 2017, ore 15:00 UTC+5 | Metallurg Magnitogorsk | 4 – 5 (0-1; 3-2; 1-2;) referto | SKA San Pietroburgo | Arena-Metallurg (7.500 spett.) |

| Magnitogorsk 10 aprile 2017, ore 17:00 UTC+5 | Metallurg Magnitogorsk | 3 – 1 (1-1; 1-0; 1-0) referto | SKA San Pietroburgo | Arena-Metallurg (7.500 spett.) |

| San Pietroburgo 12 aprile 2017, ore 19:30 UTC+3 | SKA San Pietroburgo | 2 – 1 (d.t.s.) (0-0; 1-1; 0-0; 1-0) referto | Metallurg Magnitogorsk | Palazzo del ghiaccio (12.348 spett.) |

| San Pietroburgo 14 aprile 2017, ore 19:30 UTC+3 | SKA San Pietroburgo | 3 – 2 (0-1; 1-1; 2-0) referto | Metallurg Magnitogorsk | Palazzo del ghiaccio (12.498 spett.) |

| Magnitogorsk 16 aprile 2017, ore 15:00 UTC+5 | Metallurg Magnitogorsk | 3 – 5 (1-0; 1-3; 1-2) referto | SKA San Pietroburgo | Arena-Metallurg (7.500 spett.) |

## Premi

### Giocatore del mese
| Mese      | Portiere                            | Difensore                           | Attaccante                     | Rookie                        |
| --------- | ----------------------------------- | ----------------------------------- | ------------------------------ | ----------------------------- |
| Settembre | Ilya Proskuryakov (Torpedo)         | Mat Robinson (Dinamo Mosca)         | Sergej Mozjakin (Magnitogorsk) | Vladimir Tkachev (Admiral)    |
| Ottobre   | Igor Shestyorkin (SKA)              | Chris Lee (Lokomotiv)               | Il'ja Koval'čuk (SKA)          | Artyom Zagidulin (Kunlun)     |
| Novembre  | Vasily Demchenko (Traktor)          | Zakhar Arzamastsev (Salavat Yulaev) | Sergej Mozjakin (Magnitogorsk) | Dmitry Shulenin (Torpedo)     |
| Dicembre  | Alexander Yeryomenko (Dinamo Mosca) | Yegor Martynov (Avangard)           | Richard Gynge (Neftekhimik)    | Vladimir Tkachev (Admiral)    |
| Gennaio   | Alexander Yeryomenko (Dinamo Mosca) | Juuso Hietanen (Dinamo Mosca)       | Sergej Mozjakin (Magnitogorsk) | Artyom Ilenko (Lokomotiv)     |
| Febbraio  | Alexander Yeryomenko (Dinamo Mosca) | Jakub Nakládal (Lokomotiv)          | Sergej Mozjakin (Magnitogorsk) | Denis Alexeyev (Admiral)      |
| Marzo     | Vasily Koshechkin (Magnitogorsk)    | Vladislav Gavrikov (Lokomotiv)      | Danis Zaripov (Magnitogorsk)   | Grigori Dronov (Magnitigirsk) |
| Finals    | Vasily Koshechkin (Magnitogorsk)    | Viktor Antipin (Magnitogorsk)       | Evgenii Dadonov (SKA)          | Yegor Rykov (SKA)             |

### KHL All-Star Team
| Attacco:  | Vadim Shipachyov - Jan Kovář - Sergej Mozjakin |
| Difesa:   | Jakub Jeřábek - Viktor Antipin                 |
| Portiere: | Igor Shestyorkin                               |